# Zagroby Zakrzewo
Zagroby Zakrzewo – zlikwidowany przystanek kolejowy w Zagrobach-Zakrzewie, w gminie Zambrów, w województwie podlaskim, w Polsce.